# Ratataa
Ratataa é um filme de drama sueco de 1956 dirigido e escrito por Hasse Ekman. Foi selecionado como representante da Suécia à edição do Oscar 1957, organizada pela Academia de Artes e Ciências Cinematográficas.

## Elenco
- Povel Ramel - Staffan Stolle
- Martin Ljung - Vicke Wickberg
- Gunwer Bergkvist - Tipsie Blink
- Yvonne Lombard - Charlotte Nibbing
- Hasse Ekman - Klad Traenger
- Sigge Fürst - Överste Nibbing
- Georg Funkquist - Fabiansson